# Arraiolos
Arraiolos (pron. API : /ɐʁɐj'ɔluʃ/) est une municipalité du Portugal avec une superficie totale de 683,8 km2 pour une population de 7 363 habitants. La ville d'Arraiolos en elle-même comprend 3 351 habitants.

## Géographie
Arraiolos est limitrophe :
- au nord, de Mora et Sousel,
- à l'est, de Estremoz,
- au sud, de Évora,
- au sud-ouest, de Montemor-o-Novo,
- au nord-ouest, de Coruche.

## Démographie
| 1801  | 1849  | 1900  | 1930   | 1960   | 1981  | 1991  | 2001  | 2011  |
| ----- | ----- | ----- | ------ | ------ | ----- | ----- | ----- | ----- |
| 3 887 | 4 053 | 8 738 | 11 260 | 12 786 | 9 000 | 8 040 | 8 000 | 7 363 |

## Subdivisions
La municipalité de Arraiolos groupe 7 freguesias :
- Arraiolos : Château d'Arraiolos
- Gafanhoeira (São Pedro)
- Igrejinha
- Sabugueiro
- Santa Justa
- São Gregório
- Vimieiro

## Spécialité
À partir de la seconde moitié du XVIIe siècle, se développa dans la région d'Arraiolos une petite industrie de tapis de chanvre ou de lin, brodés de laine et utilisés comme couverture de coffre ou tapisseries murales. Imités d'abord des modèles indo-perses, ces tapis s'en différencient bientôt, abandonnant les thèmes orientaux et la polychromie pour un dessin plus populaire, où prédominent le bleu et le jaune. Actuellement, les tapis d'Arraiolos plaisent par la vivacité de leurs couleurs et par la naïveté de leurs dessins. On peut en acquérir sur place dans les huit fabriques existantes.